# Anders Rydberg
Anders Rydberg (ur. 3 marca 1903 w Göteborgu, zm. 26 października 1989) – szwedzki piłkarz, grający na pozycji bramkarza.

## Kariera klubowa
Podczas kariery piłkarskiej Anders Rydberg występował w IFK Göteborg. Z IFK zdobył mistrzostwo Szwecji w 1935. Ogółem w barwach IFK rozegrał 282 spotkania.
| Sezon   | Klub         | Kraj    | Rozgrywki   | Mecze | Bramki |
| ------- | ------------ | ------- | ----------- | ----- | ------ |
| 1924/25 | IFK Göteborg | Szwecja | Allsvenskan | 22    | 0      |
| 1925/26 | IFK Göteborg | Szwecja | Allsvenskan | 22    | 0      |
| 1926/27 | IFK Göteborg | Szwecja | Allsvenskan | 22    | 0      |
| 1927/28 | IFK Göteborg | Szwecja | Allsvenskan | 22    | 0      |
| 1928/29 | IFK Göteborg | Szwecja | Allsvenskan | 22    | 0      |
| 1929/30 | IFK Göteborg | Szwecja | Allsvenskan | 22    | 0      |
| 1930/31 | IFK Göteborg | Szwecja | Allsvenskan | 22    | 0      |
| 1931/32 | IFK Göteborg | Szwecja | Allsvenskan | 22    | 0      |
| 1932/33 | IFK Göteborg | Szwecja | Allsvenskan | 22    | 0      |
| 1933/34 | IFK Göteborg | Szwecja | Allsvenskan | 20    | 0      |
| 1934/35 | IFK Göteborg | Szwecja | Allsvenskan | 20    | 0      |
| 1935/36 | IFK Göteborg | Szwecja | Allsvenskan | 22    | 0      |
| 1936/37 | IFK Göteborg | Szwecja | Allsvenskan | 22    | 0      |

## Kariera reprezentacyjna
W reprezentacji Szwecji Rydberg zadebiutował 26 czerwca 1926 w wygranym 5-3 meczu Pucharu Nordyckiego z Norwegią. W 1934 József Nagy, ówczesny selekcjoner reprezentacji Szwecji powołał Rydberga na mistrzostwa świata. Na turnieju we Włoszech wystąpił w obu meczach Szwecji - z Argentyną i Niemcami. Ostatni raz w reprezentacji wystąpił 16 czerwca 1935 w wygranym 3-1 meczu Pucharu Nordyckiego z Danią. W latach 1927–1935 wystąpił w reprezentacji 24 razy.
| Mecze i gole w reprezentacji | Mecze i gole w reprezentacji | Mecze i gole w reprezentacji | Mecze i gole w reprezentacji | Mecze i gole w reprezentacji | Mecze i gole w reprezentacji | Mecze i gole w reprezentacji |
| #                            | Data                         | Miasto                       | Przeciwnik                   | Gol                          | Wynik                        |                              |
| ---------------------------- | ---------------------------- | ---------------------------- | ---------------------------- | ---------------------------- | ---------------------------- | ---------------------------- |
| 1.                           | 26.06.1927                   | Oslo                         | Norwegia                     |                              | 5:3                          | Puchar Nordycki              |
| 2.                           | 07.06.1928                   | Sztokholm                    | Norwegia                     |                              | 6:1                          | Puchar Nordycki              |
| 3.                           | 29.07.1928                   | Sztokholm                    | Austria                      |                              | 2:3                          | towarzyski                   |
| 4.                           | 30.09.1928                   | Sztokholm                    | Niemcy                       |                              | 2:0                          | towarzyski                   |
| 5.                           | 07.10.1928                   | Kopenhaga                    | Dania                        |                              | 1:3                          | Puchar Nordycki              |
| 6.                           | 29.09.1929                   | Oslo                         | Norwegia                     |                              | 1:2                          | Puchar Nordycki              |
| 7.                           | 17.06.1931                   | Sztokholm                    | Niemcy                       |                              | 0:0                          | towarzyski                   |
| 8.                           | 28.06.1931                   | Sztokholm                    | Dania                        |                              | 3:1                          | Puchar Nordycki              |
| 9.                           | 03.07.1931                   | Sztokholm                    | Finlandia                    |                              | 8:2                          | Puchar Nordycki              |
| 10.                          | 27.09.1931                   | Oslo                         | Norwegia                     |                              | 1:2                          | Puchar Nordycki              |
| 11.                          | 08.11.1931                   | Budapeszt                    | Węgry                        |                              | 1:2                          | towarzyski                   |
| 12.                          | 10.07.1932                   | Warszawa                     | Polska                       |                              | 0:2                          | towarzyski                   |
| 13.                          | 13.07.1932                   | Ryga                         | Łotwa                        |                              | 0:0                          | towarzyski                   |
| 14.                          | 15.07.1932                   | Tallinn                      | Estonia                      |                              | 2:0                          | towarzyski                   |
| 15.                          | 02.07.1933                   | Solna                        | Węgry                        |                              | 5:2                          | towarzyski                   |
| 16.                          | 14.07.1933                   | Sztokholm                    | Finlandia                    |                              | 2:0                          | Puchar Nordycki              |
| 17.                          | 24.09.1933                   | Oslo                         | Norwegia                     |                              | 1:0                          | Puchar Nordycki              |
| 18.                          | 23.05.1934                   | Sztokholm                    | Polska                       |                              | 4:2                          | towarzyski                   |
| 19.                          | 27.05.1934                   | Bolonia                      | Argentyna                    |                              | 3:2                          | Mundial 1934                 |
| 20.                          | 31.05.1934                   | Mediolan                     | III Rzesza                   |                              | 1:2                          | Mundial 1934                 |
| 21.                          | 17.06.1934                   | Kopenhaga                    | Dania                        |                              | 5:3                          | Puchar Nordycki              |
| 22.                          | 01.07.1934                   | Sztokholm                    | Norwegia                     |                              | 3:3                          | Puchar Nordycki              |
| 23.                          | 23.09.1934                   | Helsinki                     | Finlandia                    |                              | 4:5                          | Puchar Nordycki              |
| 24.                          | 16.06.1935                   | Göteborg                     | Dania                        |                              | 3:1                          | Puchar Nordycki              |